# Metaphycus scitulus
Metaphycus scitulus är en stekelart som beskrevs av Annecke och Mynhardt 1981. Metaphycus scitulus ingår i släktet Metaphycus och familjen sköldlussteklar.
Artens utbredningsområde är Tanzania. Inga underarter finns listade i Catalogue of Life.